# Max O. Lorenz

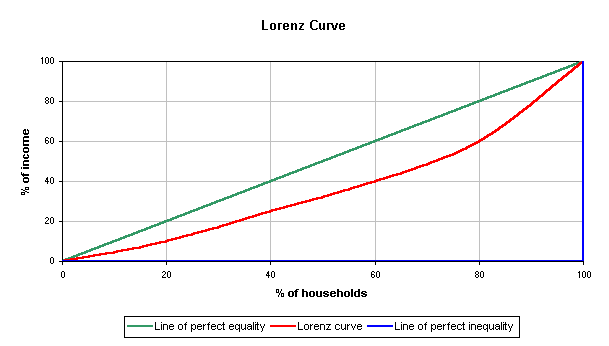
Grön linje: perfekt jämlikhet
Blå linje: perfekt ojämlikhet
Röd linje: Lorenzkurvan i det aktuella fallet

Max Otto Lorenz, född 19 september 1876 i Burlington, Iowa, död 1 juli 1959 i Sunnyvale, Kalifornien, var en amerikansk nationalekonom som 1905 utvecklade Lorenzkurvan för att beskriva ojämlikhet.